# Dmitrij Kreis
Dmitrij Kreis (* 13. September 1988 in Qostanai, Kasachische SSR, Sowjetunion) ist ein ehemaliger deutscher Basketballspieler.

## Laufbahn
Kreis spielte in der Jugend der BIS Baskets Speyer und des 1. FC Kaiserslautern, in der Saison 2005/06 erhielt er erste Einsatzzeit in Kaiserslauterns Zweitligamannschaft und spielte bis 2010 für den FCK beziehungsweise die Nachfolgemannschaft Saar-Pfalz Braves.
2010 wechselte der 1,87 Meter große Aufbauspieler zu den Gotha Rockets in die 2. Bundesliga ProB und war ab 2011 Mannschaftskapitän der Thüringer. Er führte Gotha im Frühjahr 2012 als Kapitän zum Gewinn des Meistertitels in der 2. Bundesliga ProB, und spielte fortan mit der Mannschaft in der 2. Bundesliga ProA.
2015 wechselte Kreis innerhalb der 2. Bundesliga ProB zur BG Karlsruhe und ging zur Saison 2016/17 zum Lokalrivalen PS Karlsruhe, mit dem er den Aufstieg in die 2. Bundesliga ProA schaffte. Nach dem Ende der Saison 2017/18 verließ er Karlsruhe und schloss sich den BIS Baskets Speyer (Regionalliga) an. Mit Speyer gewann er im Frühjahr 2019 den Meistertitel in der Regionalliga Südwest. Er spielte bis 2021.